# Музей природы и человека (Ханты-Мансийск)
Музей природы и человека — старейший музей в Ханты-Мансийском автономном округе, основанный 9 июля 1932 года как окружной краеведческий музей с целью изучения и сохранения историко-культурного наследия и природы автономного округа.

## История создания и развития музея

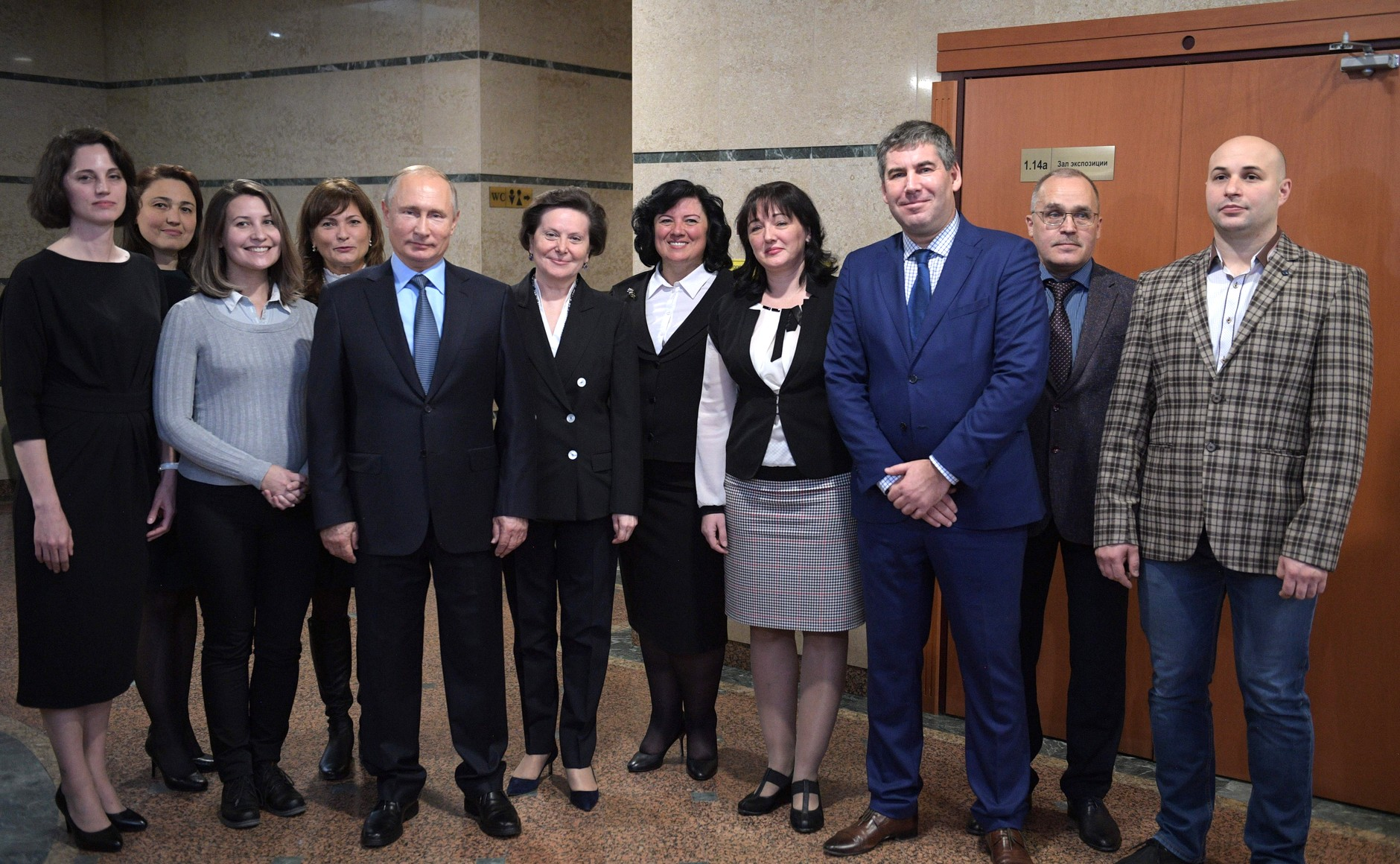
Сотрудники музея с В. В. Путиным

9 июля 1932 года Постановлением Президиума Уральского облисполкома во вновь образованном Остяко-Вогульском национальном округе «в рамках развернутого плана мероприятий по хозяйственному и культурному строительству» было принято решение «о создании окружного музея в городе Остяко-Вогульске (ныне Ханты-Мансийск) и о выделении для него из Тобольского музея экспонатов и материалов, имеющих отношение к Остяко-Вогульскому музею». Создание музея представлялось властям делом важным и нужным, прежде всего, в целях «ликвидации в ближайшие годы хозяйственной и культурной отсталости туземных народностей Уральского Севера». Несмотря на важность принятого решения, работа по организации музея началась только в 1934 году. 1 июля 1934 года научным работником по организации музея при г. Остяко-Вогульск был назначен Шабалин Иван Андреевич. 15 октября 1934 года вышло Постановление Президиума Остяко-Вогульского окрисполкома «О развертывании работы окружного музея», в котором созданию окружного музея придавалось большое «научно-политическое значение».
В конце 1935 года музею было выделено помещение — старый временный барак рыбтреста по адресу: улица Комсомольская 9, построенный одним из первых при основании поселка. Под музей было выделено около 132 м², в том же здании размещалась и детская библиотека. Помещение музея было темным, сырым и холодным, о чем неоднократно отмечает в своих докладных записках директор музея. Но вопреки всему 4 ноября 1936 года музей открыл свои двери для посетителей. Экспозиция состояла из восьми разделов, характеризующих политическую историю, природные богатства и экономику округа, новый и старый быт народов ханты и манси. Основу экспозиции составляли экспонаты юбилейной выставки, организованной к 5-летию Остяко-Вогульского национального округа. По-разному поступали экспонаты в музей: их приобретали, получали в дар, целевым назначением они передавались в музей прямо со стендов юбилейных выставок, из кабинетов Остяко-Вогульского окружного отдела НКВД и Березовского райисполкома после разгрома Казымского восстания и массовых репрессий 1937 года.
Трагически сложилась судьба основателя и первого директора музея Ивана Андреевича Шабалина, бывшего члена партии левых эсеров, ссыльного. 20 февраля 1936 года он был отстранен от должности без объяснения причин, 8 июля 1937 года арестован, а 12 августа 1937 года расстрелян в Тобольске. Реабилитирован 6 июня 1989 года.
С 1934 по 1952 годы музей в разное время возглавляли настоящие энтузиасты своего дела: И. А. Шабалин, В. С. Денисенко, С. П. Лифшиц, М. А. Камкова, М. А. Воскобойников, П. Г. Иваницкий, В. П. Гаврин.
Если разделить историю окружного музея на этапы, то второй этап в его развитии связан с именами Юлии Сергеевны Липчинской, возглавлявшей музей с 1952 по 1963 гг., и Аркадия Николаевича Лоскутова, директора музея с 1964 по 1981 гг. Конец 1950-х — начало 1960-х годов отмечены важными изменениями в жизни отечественного музея, который стремится вернуть себе статус научного, а не пропагандистского по преимуществу учреждения. В штате музея впервые со времени его основания появились должности научных сотрудников, на которые были приняты в 1955 году выпускница исторического факультета Уральского государственного университета Т. П. Воробьева, а в 1958 году — выпускник биолого-почвенного факультета Ленинградского государственного университета — Ю. И. Гордеев. С приходом в музей молодых специалистов научная работа вышла на качественно новый уровень, активизировалась выставочная работа. Впервые в своей истории музей организует экспедиции и длительные командировки по округу с научными целями. В июне-августе 1956 года Ханты-Мансийским окружным краеведческим музеем совместно с Институтом истории материальной культуры АН СССР была организована комплексная экспедиция по изучению природных условий, истории и экономики Приказымья. Во время экспедиции на протяжении всего маршрута была проведена археологическая разведка, в ходе которой было открыто 40 археологических памятников, а также собран богатый этнографический материал по материальной и духовной культуре хантов р. Казым. 1 февраля 1960 года музей был закрыт на реконструкцию. В течение 1960 года было разобрано старое здание, заложен кирпичный фундамент, изготовлен и сложен новый сруб, а к 11 января 1961 года были завершены все плотницкие работы, площадь нового здания музея составляла 350 м², высота — 3м 20 см. В 1962 году музей вновь был открыт для посетителей. 16 июля 1964 года на должность директора музея был назначен Аркадий Николаевич Лоскутов. Под руководством нового директора в музее широко развернулась просветительская работа. Выросла посещаемость музея, впервые музей организует многодневные выезды сотрудников с выставками и лекциями на строительство железной дороги, нефте и газопроводов, в геологические партии. В 1965 году началась регулярная работа музея по экскурсионному обслуживанию туристических теплоходов, по инициативе А. Н. Лоскутова на теплоходе «Аркадий Гайдар» был организован передвижной музей. Но особая заслуга Аркадия Николаевича Лоскутова состоит в том, что по его инициативе и благодаря его настойчивым ходатайствам в 1981 году было начато строительство здания окружного краеведческого музея в центре города Ханты-Мансийска по адресу: ул. Мира, 11. В 1981 году Аркадий Николаевич Лоскутов ушел из жизни, он умер на рабочем месте, торопясь на встречу, посвященную своей родной школе № 1.
С 1981 по 1986 гг. ведется строительство нового здания музея в капитальном исполнении, а с 1986 по 1991 год коллектив музея работает над новой стационарной экспозицией. 1 декабря 1991 года для посетителей музея была открыта новая экспозиция, характеризующая природные богатства округа, материальную и духовную культуру коренных народов ханты и манси, историческое прошлое и настоящее округа.
Отсчет следующему этапу в истории развития музея был положен Постановлением Губернатора Ханты-Мансийского автономного округа — Югры А.В. Филипенко о преобразовании Ханты-Мансийского окружного краеведческого музея в Учреждение ХМАО-Югры «Музей природы и человека». Результатом реализации проекта стала реконструкция музея с использованием самых современных технологий и достижение качественно нового уровня развития окружного музея по всем направлениям его деятельности. По оценкам специалистов это один из самых современных музеев не только в Уральском федеральном округе, но по некоторым показателям и в России. Стационарная экспозиция музея «Связь времен» является первой экспозицией в России, электронная версия которой адаптирована к базе данных музея, а экспозиция «Мифологическое время» признана одной из лучших этнографических экспозиций. В фондах Музея Природы и Человека на хранении находится более ста тысяч памятников истории и культуры Югры, многие из которых по праву причислены к уникальным.
Свой 90-летний юбилей Музей Природы и Человека встречает полностью обновленным, прекрасно оснащенным исследовательским и музейным центром, способным достойно нести свою миссию по изучению, сохранению и популяризации историко-культурного наследия Ханты-Мансийского автономного округа - Югры.

## Фонды

### Структура фондов
В фондах музея больше 180 тысяч единиц хранения, в том числе в основном фонде — 96 тысяч.

### Уникальные экспонаты
- Скелет трогонтериевого слона уникальной сохранности, найденный вблизи деревни Чембакчина[1].
- Пробитый позвонок шерстистого мамонта со следами вкладышевого оружия — одно из немногих свидетельств охоты человека на мамонта (радиоуглеродные датировки 14500 лет). Найден на местонахождении Луговское близ Ханты-Мансийска.
- Антропоморфная фигура Великой казымской богини Вут Ими (Верховий реки женщина), украшенная серебряными и медными пластинами — объект поклонения казымских ханты.
- Коллекция бронзовых зеркал раннего железного века[2]
- Коллекция негативов на стекле, 24 единицы хранения. Автор снимков политический ссыльный Галкин Алексей Иванович (около 1883—1957). Снимки датируются 1908—1909 годами и запечатлели эпизоды промысловой деятельности и быта коренного населения, портреты иртышских ханты, виды Самарово, Березово, Обдорска начала XX века.
- Фелонь, подаренная Берёзовской церкви князем Александром Меньшиковым (XVIII век).

## Филиалы
- Музей-усадьба сельского торговца в селе Селиярово